# Volodymyr Dantes
Volodymyr Ihorovych Hudkov (tiếng Ukraina: Володимир Ігорович Гудков; sinh ngày 28 tháng 6 năm 1988 tại Kharkiv, CHXHCNXV Ukraina), thường được biết đến với nghệ danh Volodymyr Dantes (Володимир Дантес), là một ca sĩ, nhân vật truyền hình và truyền thanh Ukraina. Hiện tại anh đang theo đuổi sự nghiệp solo với nghệ danh Dantes. Anh là cựu thành viên ban nhạc "DiO.filmy" (tiếng Ukraina: ДіО.Фільми).

## Tiểu sử

### Đầu đời
Anh sinh ra trong gia đình có bố mẹ là cảnh sát. Anh từng theo học tại trường số 36 của Kharkiv cũng như từng tốt nghiệp một trường âm nhạc tại đây. Anh học kinh tế học tại khoa Quản trị Kinh doanh, Viện Bách khoa Kharkiv.

## DiO.filmy

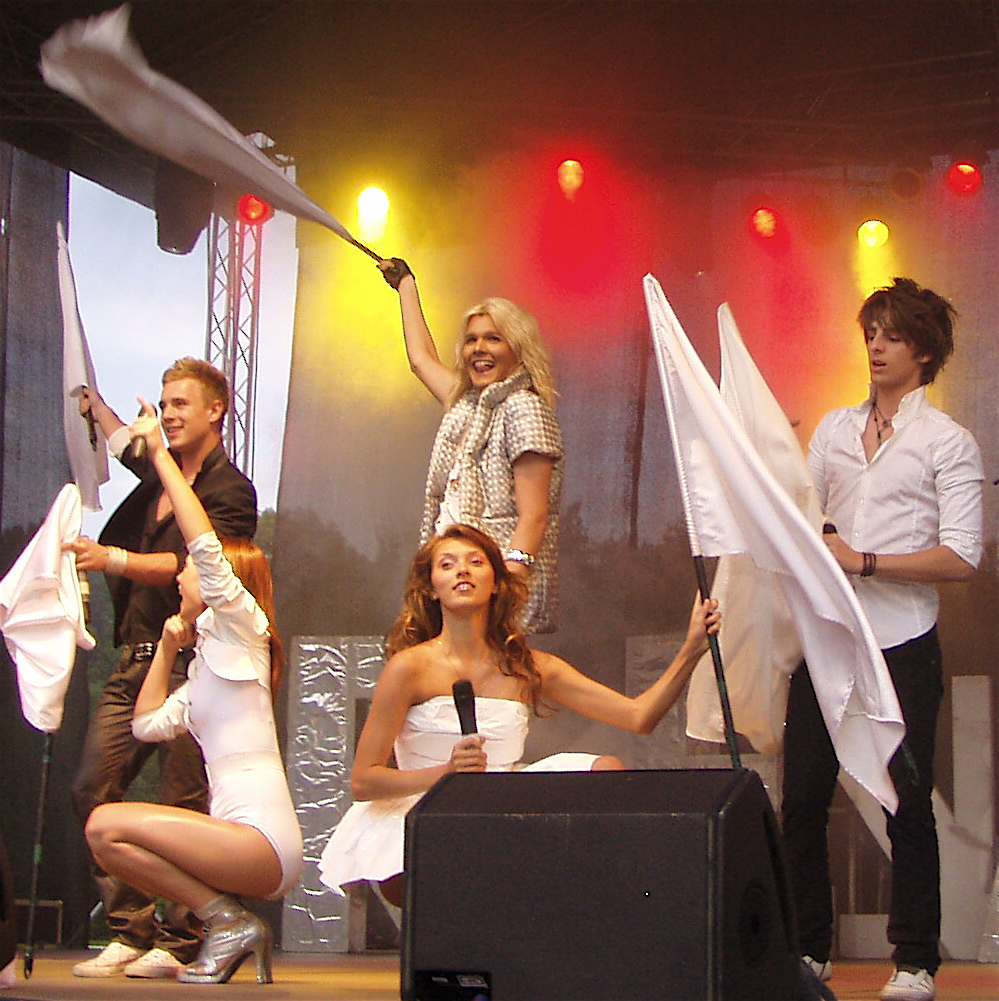
Tour «Fabryka v tvoiemu misti», 2010

Tháng 11 năm 2008, anh cùng với Vadym Oliinyk giành chiến thắng tại "Fabryka zirok-2", và đã cùng lập nên bộ đôi "Dantes & Oliinyk". Borys Bronshtein và  Natalia Mohylevska phụ trách sản xuất âm thanh cho họ. Ngày 4 tháng 3 năm 2010, bộ đôi phát hành album đầu tay với tựa đề "Mne uzhe 20".

### Đĩa đơn
- 2009 - Мне уже 20 (tiếng Nga: Мне уже 20, đã Latinh hoá: Mne uzhe dvadzat', n.đ. 'I'm 20 already')
- 2010 – Rington (Рингтон, 'Ringtone')
- 2011 - Ty zria yemu dala (Ты зря ему дала, 'You gave it to him in vain')
- 2012 - Otkrytaya rana (Открытая рана, 'An open wound')
- 2012 – Medlyak (Медляк, 'Power ballade')
- 2013 – Naoborot (Наоборот, 'The other way')

Khi ban nhạc dừng hoạt động vào tháng 4 năm 2015, Volodymyr chọn tiếp tục theo đuổi công việc liên quan tới truyền hình và phát thanh.

## Sự nghiệp

### Truyền thanh
Dantes là đảm nhiệm vai trò người dẫn chương trình của đài "Lux FM" phát sóng trên khắp Ukraina.

### Truyền hình
Dantes thường xuất hiện trong các chương trình truyền hình thuộc nhiều thể loại khác nhau tại Ukraina và một vài kênh truyền hình Nga.

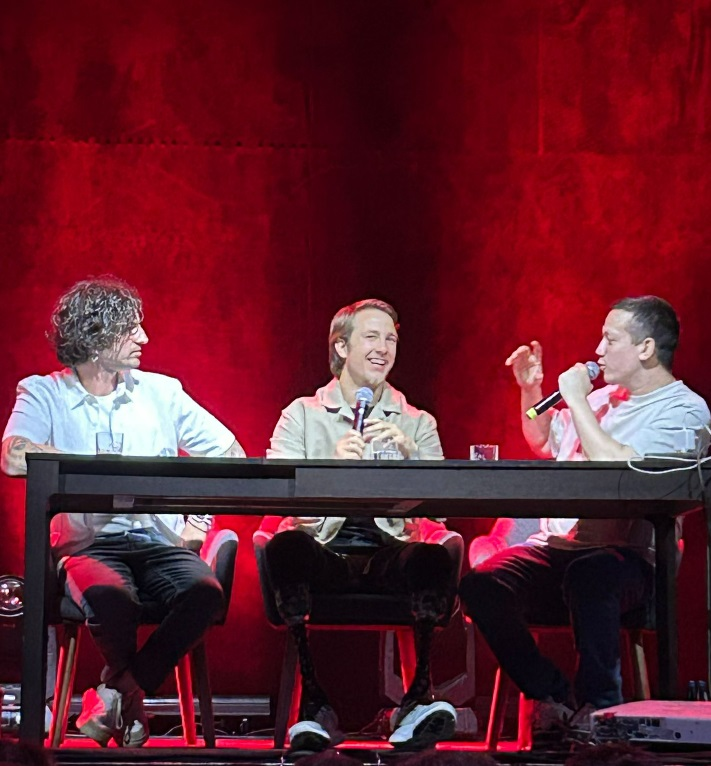
Volodymyr Dantes (bên trái) trong chương trình truyền hình "Pozhezha" tại Kraków, 2024

Từ tháng 10 năm 2012, anh là người dẫn chương trình "Blyzhche do tila" cùng với Victoria Batui trên kênh Novyi Kanal. Trong giai đoạn 2014–2015, anh là người dẫn chương trình của "Yizha, ya lyublyu tebe", một chương trình du lịch ẩm thực phát sóng trên kênh "Friday!" của Nga. Từ ngày 11 tháng 10 năm 2015, Dantes đảm nhiệm vai trò giám khảo của chương trình tìm kiếm tài năng thiếu nhi "Malenki hihanty" trên kênh 1+1. Anh từng là nhân vật khách mời xuất hiện trong 4 mùa của chương trình "Liga Smikhu" trong năm 2018. Năm 2019, anh trở thành huấn luyện viên kiêm người pha trò trong mùa thứ 5 của chương trình. Năm 2021, anh giữ vai trò giám khảo trong chương trình "Masquerade" trên kênh "1+1", và là người dẫn chương trình của "Ya lyublyu Ukrayinu" trên kênh "TET" TV trong giai đoạn 2022–2023.

### YouTube
Năm 2021, Dantes bắt đầu thực hiện chương trình YouTube đầu tiên có tên “Stand up 380”. Trong chương trình, anh đã giới thiệu và phổ biến hài độc thoại cũng như các diễn viên nổi tiếng trong lĩnh vực này tới công chúng.
Từ năm 2020 đến năm 2022, Dantes là người dẫn chương trình của dự án "Mama, ya delayu bizness"(Мама, я делаю бизнес, 'Mama, I do business'), mục đích của chương trình là giới thiệu về các nhà sáng lập công ty khởi nghiệp tại Ukraina, cũng như thể hiện quá trình phát triển của các doanh nghiệp địa phương tại Ukraina đến công chúng.
Trong hai năm 2022-2023, Dantes là người dẫn chương trình du lịch "Mama ya haniayu tachky"(Мама, я ганяю тачки, 'Mama, I drive cars') với mục tiêu là chuyển giao ô tô từ châu Âu tới Ukraina để trợ giúp quân đội. Theo anh, chương trình đã ghi lại "công chúng, doanh nghiệp, chương trình, trung tâm tình nguyện làm những điều tuyệt vời cho Ukraina".
Năm 2023, Dantes bắt đầu dự án "Budynok Kultury"(Будинок культури, 'Ngôi nhà văn hóa'), ghi lại những vùng lãnh thổ của Ukraina từng bị Nga chiếm đóng. Mục tiêu của dự án là làm sống lại văn hóa Ukraina. Mỗi tập là một buổi hòa nhạc  có sự tham gia Volodymyr và một khách mời chương trình.

### Sự nghiệp âm nhạc solo
Năm 2021, Dantes phát hành album solo đầu tiên với tựa đề "Tvoya lubimaya muzika"(Твоя любимая музыка, 'Your favorite music'). Nhiều nghệ sĩ âm nhạc của Ukraina như Dorofeeva, Jerry Heil, Potap, Maxim Fadeev đã góp mặt trong album.
Năm 2022, Dantes ra mắt đĩa đơn "Obiimy"(Обійми, 'Hug[me]'), "Not a refugee" và "Tilky my"(Тільки ми, 'Only us').
Năm 2023, anh ra mắt đĩa đơn "Chuiesh" và album solo thứ hai mang tên "KITY"(КИТИ, 'WHALES'), gồm có bài hát đĩa đơn "Chuiesh"(Чуєш, '[You]Hear'), "Kyty"(Кити, 'Whales'), "My ne odyn narod"(Ми не один народ, 'We are not one people'), "Buty z toboyu"(Бути з тобою, 'To be with you'), "Kolyskova"(Колискова, 'Lullaby') và bản tiếng Nga của các đĩa đơn "Devochka Olya"(Твоя любимая музыка, 'Your favorite music'), "Sasha"(Саша), "Grustnye tantsy"(Грустные танці, 'Sad dances').

## Danh sách đĩa nhạc
- Tvoya liubimaya muzyka(Твоя любимая музыка, 'Your favorite music', 2021)
- Kiti(Кити, 'Whales', 2023)

## Đời tư
Ngày 8 tháng 7 năm 2015, Volodymyr kết hôn với Nadiya Dorofeeva, thành viên ban nhạc Vryema i Steklo. Cặp đôi đã ly hôn năm 2022. Từ tháng 9 năm 2022, Volodymyr được cho là đang hẹn hò cùng với Dasha Katsurina.

## Video âm nhạc
| № | Tựa đề            | Năm  | Sản xuất            |
| - | ----------------- | ---- | ------------------- |
| 1 | «Теперь Тебе 30»  | 2019 | Leonid Kolossovskiy |
| 2 | «Более или Менее» | 2020 | Leonid Kolossovskiy |
| 3 | «Одноклассница»   | 2020 | Leonid Kolossovskiy |
| 4 | «ЕСЛИ БЫ»         | 2020 | Leonid Kolossovskiy |
| 5 | "Грустные танцы"  | 2021 | Leonid Kolossovskiy |
| 6 | "Обійми"          | 2022 |                     |
| 7 | "Not a refugee"   | 2022 |                     |
| 8 | "Чуєш"            | 2023 | Yulia Paskal        |
| 9 | "Кити"            | 2023 | Yulia Paskal        |